# Das alte Reich

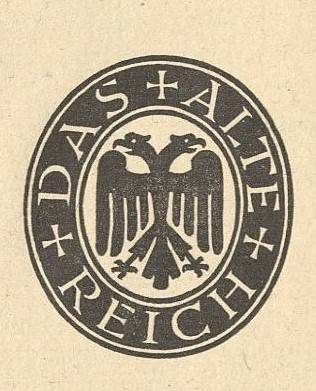

Das alte Reich: Quellen zur deutschen Kultur ist eine deutsche Buchreihe mit ausgewählten Quellen zur deutschen Kultur, die von 1922 bis 1932 in Jena im Verlag Eugen Diederichs erschien. Es erschienen insgesamt sieben Titel in acht Bänden. Die Reihe war bereits vor dem Ersten Weltkrieg von dem Verlagslektor Reinhard Buchwald (1884–1983) –  einem der Väter der späteren Volkshochschulbewegung – als deutsches Gegenstück zur Verlagsreihe Das Zeitalter der Renaissance konzipiert worden. Ursprünglich war die Reihe weit umfangreicher konzipiert, der ursprüngliche Anlageplan der Reihe ging jedoch nicht auf. Der erste Band und verschiedene weitere Bände wurden von dem Lamprecht-Schüler Otto H. Brandt herausgegeben.

## Bände

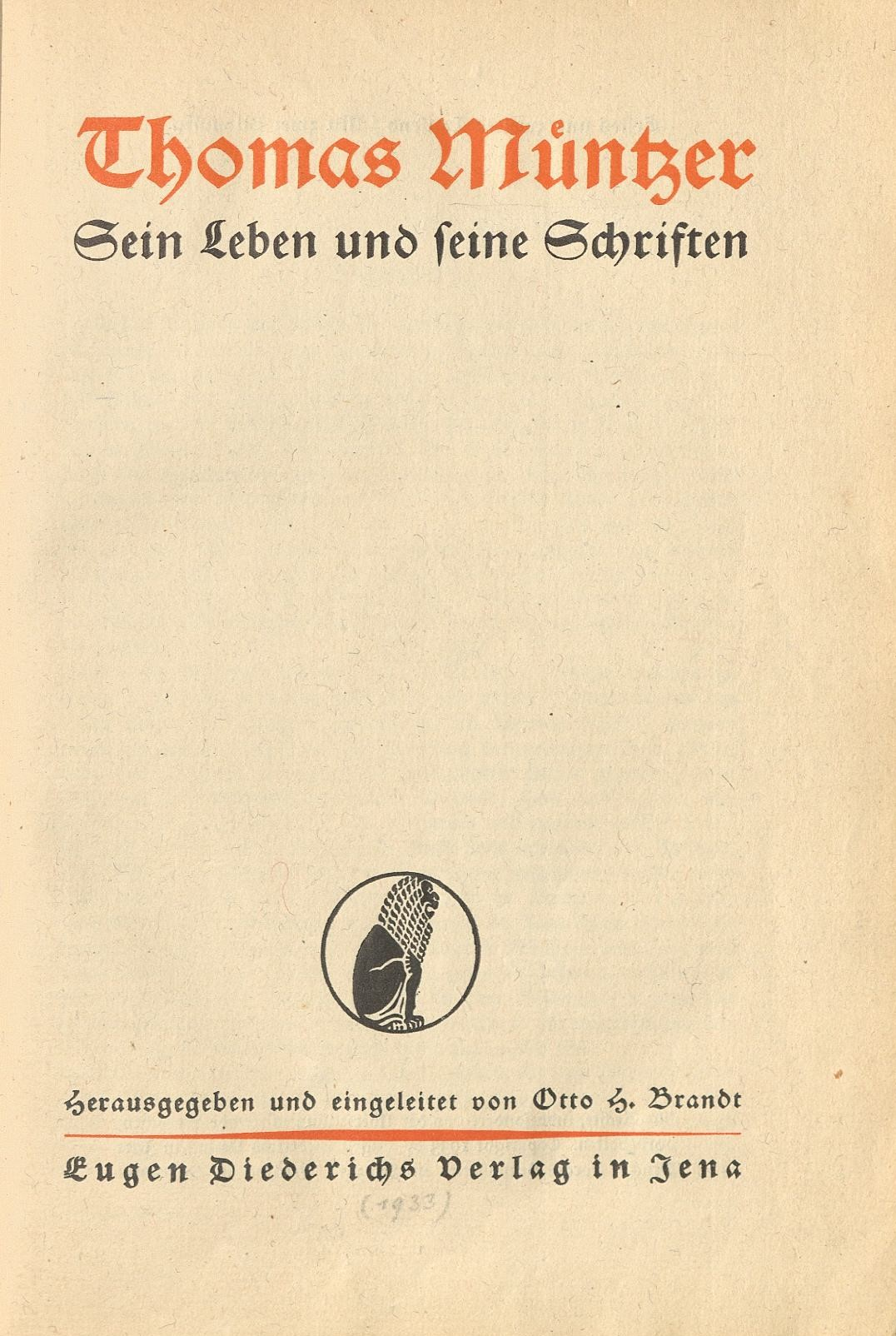
Thomas Müntzer (1933)

- Die Limburger Chronik. Tilemann Elhen von Wolfhagen. Eingeleitet von Otto H. Brandt. 1922 (Internet Archive)
- Die Wiedertäufer zu Münster 1534/35: Berichte, Aussagen u. Aktenstücke von Augenzeugen u. Zeitgenossen. Ausgew. u. übers. Klemens Löffler. 1923
- Geschichte des ersten Kreuzzugs [2 Teile]. Albert von Aachen. Übers. u. eingel. von Herman Hefele
  - Tl. 1. Die Eroberung des heiligen Landes. 1923
  - Tl. 2. Das Königreich Jerusalem. 1923
- Der große Bauernkrieg. Zeitgenössische Berichte, Aussagen und Aktenstücke. Übertragen und eingeleitet von Otto H. Brandt.
- Baierische Chronik. Johannes Aventinus. Im Auszug bearb. u. mit Einleitung von Georg Leidinger. 1926
- Vagantenlieder: Aus der lateinischen Dichtung des 12. und 13. Jahrhunderts, Carmina Burana. Übertr. u. eingel. von Robert Ulich. Den latein. Text bearb. Max Manitius. 1927
- Thomas Müntzer: Sein Leben und seine Schriften. Hrsg. u. eingel. v. Otto H. Brandt. 1932